# 宇文昡
宇文昡（577年—594年9月16日），字清□，代郡武川镇（今内蒙古自治区呼和浩特市武川县）人，周宣帝宇文赟第五女，生母杨丽华。

## 生平
宇文昡孩童时期，读《论语》和《孝经》，岁始十余遍，从容致力于孝、友、睦、姻、任、恤六行，践行四德。开皇十四年岁在甲寅八月癸亥朔廿六日戊子（594年9月16日），宇文昡在京城去世，虚岁十七，生母杨丽华悲痛悼念。同年九月壬辰朔三日甲午（594年9月22日），宇文昡葬于长安城西南一十五里长安县高阳原合洨乡修福里。开皇十四年岁次甲寅十一月辛酉朔六日丙寅（594年12月23日），杨丽华为宇文昡立了神道碑，神道碑碑文由上仪同三司、国子祭酒、襄城公何妥所撰。

## 墓地墓志和神道碑
2020年1—4月，为配合西安市高新技术产业开发区土地储备中心考古前置工作GX3—18—15号宗地（高新人才公寓）项目建设，西安市文物保护考古研究院对位于西安市长安区郭杜街道祝村古墓群进行了考古发掘。发掘区北邻纬二十二路，东邻经二十路，地势西高东低，原属隋唐时期高阳原墓葬区。此次共发掘古墓葬26座，出土各类器物336件，时代跨隋、唐、明清等时期。编号2020RCGYM13（简称M13）出土了明确纪年的墓志和残留的壁画。M13位于发掘区西部，西北邻M7，东邻M12。根据出土墓志及神道碑文判断，墓主为北周宣帝之女——宇文昡。M13早年被盗，出土器物共72件（组）。其中，甬道内有石墓志1合、铁泡钉1组7枚，墓室西北部有串珠1组9枚、金饰1件、石器1件，墓室中部有铜镜1面、铜饰1件，墓室西南角有铁环1件，其余器物均集中叠压于墓室东南角，因盗扰已十分凌乱，大多残损严重，有镇墓兽1件、陶持盾武士俑2件、陶骑马俑24件、陶立俑31件、陶狗1件、陶鸡2件、陶灶1件、陶仪仗物1组5枚等，墓室填土内采集铜器残片1件。墓地出土墓志一合，青石质，方形。志盖边长45厘米，残缺一角，素面，宽线界格内阳刻篆书“大隋乐平公主女墓铭”。志石边长45、厚18厘米，四侧光素无纹。志文平底阴刻楷书，有方形界格，8行，满行10字，共66字。地上未见封土，仅存神道碑1座、石虎1件、石羊1件。神道碑位于M13东北方向约30米处，正面向上倒地，部分残缺，碑面文字大多可识，部分文字遭到人为凿毁。石虎、石羊位于该墓正南方，南距墓道30米，均倾倒在地，石羊嘴部残缺。神道碑青石质，碑身高2.05、宽1.1、厚0.35米，包含龙形碑首和碑身两部分。碑首呈半圆形，外围雕刻两龙相交，左右两侧龙首并列向下，头外尾内两两相背，长角突起，双目圆瞪，高鼻阔嘴，上唇尖长向外翻卷，探出碑身，下颌较短，一排整齐的牙齿咬紧碑侧外檐，两龙四肢屈踏垂直于圭形题额左右两侧，题额内阳刻篆书“周宣皇帝第二女碑颂”9字。碑身呈长方形，平底阴刻楷书，有方形界格，24行，满行50字，共1075字。

## 其他
西安市文物保护考古研究院研究员冯健、段成刚、王艳朋指出，神道碑一般位于墓道正南方向，宇文昡碑发现于墓室东北方向约30米处，碑首和碑身断裂，未见碑座。碑文中墓主人姓名有被刻意抹掉的现象，推断该碑曾遭到人为位移和毁坏。毁碑原因可能与隋炀帝时期的“李氏当兴”谶纬事件有关。《隋书》记载:“时或言敏一名洪儿，帝疑‘洪’字当谶，尝面告之，冀其引决。敏由是大惧，数与金才、善衡等屏人私语。宇文述知而奏之，竟与浑同诛，年三十九。其妻宇文氏，后数月亦赐鸩而终。”此处的宇文氏即宇文娥英，系墓主人宇文昡的姐姐，早年嫁给广宗郡公李崇之子柱国李敏。大业十一年（615年），一则“李氏当为天子”的谶语引起隋炀帝杨广的警觉，有人劝说杨广杀尽天下姓李之人，隋炀帝认为李敏小名“洪儿”应谶，同年三月初五，隋炀帝将李敏、李浑、李善衡全家32人全部杀害，李氏家族其余亲戚尽数发配流放岭南。数月后，宇文娥英也被赐毒酒而亡。宇文昡墓可能也是在此时受到了李氏谶纬事件的牵连。
冯健和段成刚又指出，西安市文物保护考古研究院发掘卒于隋代的宇文昡的碑、志各一方，从内容记载看，碑、志记载的卒年与下葬时间一致，只是碑记载其为第二女，志记载其为第五女。按照一般情况看，碑、志记载为两人，但根据出土地点看，碑、志相距约30米，周围又没有发现其他相关墓葬。结合碑志文本和相关史书记载，冯健和段成刚认为第二、第五女可能为同一人。第一，神道碑与墓志有互文关系。碑志在记载年龄、卒地、葬地等方面的内容几乎一致。神道碑文记载“周宣皇帝第二女……开皇十四年岁在甲寅八月癸亥朔廿六日戊子薨于京师，时年十七……其年九月壬辰朔三日甲午葬于长安县高阳原合洨乡修福里”；M13出土墓志记载“周宣帝之第五女……年十七，以开皇十四年岁次甲寅八月癸亥朔廿六日戊子卒于第，九月壬辰朔三日甲午，葬于都城西南一十五里合洨乡修福里”。即两者年龄均为17岁，去世时间均为开皇十四年岁在甲寅八月癸亥朔廿六日戊子（594年9月16日），去世地点均为京师，下葬时间均为其年九月壬辰朔三日甲午（594年9月22日），葬地均为合洨乡修福里。第二，神道碑与墓志有时空联系。神道碑文记载“大隋开皇十四年岁次甲寅十一月辛酉朔六日丙寅”。神道碑立于M13下葬两个月之后（594年12月23日）。尽管时间仓促，仍让何妥作洋洒千字之文，可见杨丽华爱女之心，尤其是碑文落款记“周皇太后杨为第二女立碑”。冯健和段成刚推测，神道碑的“第二女”称谓可能以杨丽华为本位而计，意为杨丽华亲生的第二个女儿。墓志中的“第五女”称谓可能是以周宣皇帝为本位而计。
冯健和段成刚认为，考古发现的一碑一志，出土位置相近，碑志主皆生于北周武帝建德六年(577年)，即宣帝宇文赟即位前一年。五女墓志志文极简略，仅述及志主与宇文、杨氏家族关系，卒葬年月，葬地等信息。这一点可以与其他鼎革之际的皇亲墓志相参照。北周末年杨坚掌权后，虞庆则、高颎、杨惠等人力劝将北周皇族宇文氏尽数消灭，如北周宇文逌被杨坚所杀，志文记载简略。唐初死于玄武门之变的李建成，其墓志记载同样简略。“碑繁而志略”现象说明极可能是撰写者按照当政者的意图而有意为之。碑立在地面上，具有一定公共性、宣教性，为彰显隋朝对北周皇室的优待；而墓志是埋进墓中的，只大致记载其生平即可。由此可见，隋朝皇室表面尊崇前朝，内心应相当排斥。
这次出土的宇文昡神道碑，明显有毁碑的痕迹。其一，神道碑被人为移动过。神道碑一般位于墓葬主体的正南方向，本次神道碑出土地点却位于墓室东北方向，且未发现碑座。结合唐窦希瓘神道碑位于墓正南150米处的实例，该碑至少向北移动了百米距离。其二，神道碑有被毁痕迹。毁碑表现为把碑主名字等身份信息予以选择性凿毁，并同时将碑身毁为两段。被毁碑身可复原，被毁文字经处理后可识读为“皇女宇文氏，讳昡，字清□”。其三，神道碑倒踣时间较早。碑文清晰可见、碑身风化程度轻微，存在于地面的时间并不久。成书于北宋时期的《金石录》、清代的《寰宇访碑录》等文献亦未载此碑，推测神道碑倒踣时间较早。宇文昡神道碑存在被毁现象，但究竟为何被毁，根据目前的情况不得而知。结合以上原因，冯健和段成刚推测宇文昡碑被毁至少经历两个阶段: 第一阶段，神道碑姓名被选择性凿毁，应与隋炀帝“李氏当兴”谶纬事件有关，此举意在尊崇前朝的同时达到政治寓意的目的；第二阶段，神道碑遭到移动和破坏碑身，应毁于隋末兵燹的可能性比较大。

## 家庭

### 曾祖
- 宇文泰，北周太祖文皇帝[1]

### 祖父
- 宇文邕，北周高祖武皇帝[1]

### 父母
- 宇文赟，北周宣皇帝[1]
- 杨丽华，北周皇太后[1]

### 兄弟姐妹
- 宇文阐，北周竫皇帝[1]
- 宇文衎，北周莱王
- 宇文术，北周郢王
- 宇文娥英